# Vlag van Incourt
De vlag van Incourt is op onbekende datum bij raadsbesluit vastgesteld als de vlag van de Waals-Brabantse gemeente Incourt. De vlag kan als volgt worden beschreven:
Rechtsgeschuind van zwart en geel, met in het wit sleutel.
De kleuren van de vlag zijn afkomstig op het gemeentewapen.
De Raad van Heraldiek en Vexillologie (Frans: Conseil d’héraldique et de vexillologie) stelde een schuingevierendeelde vlag met zwart en geel met een witte sleutel geplaatst bij de broeking. De Raad van Heraldiek verklaarde dat de voorgestelde saltire op de vlag zou herinneren aan de flanchis. Hoe dan ook, de vlag die in gebruik was, had de voorgestelde saltire niet.

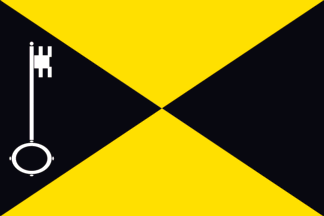
Vlagontwerp van de Raad van Heraldiek en Vexillologie